# 石塚雅彦
石塚 雅彦（いしづか まさひこ、1940年 - ）は、日本のジャーナリスト、翻訳家。

## 人物・来歴
東京生まれ。1963年国際基督教大学教養学部社会科学科卒業、日本経済新聞入社。
1970年コロンビア大学ジャーナリズムスクール卒業。
1976年から1980年香港支局長、1983年から1988年The Nikkei Weekly（英文日経）編集長、1990年から2000年論説委員。
2000年から2004年フォーリン･プレスセンター専務理事。
英国首相の回想記を度々訳した。

## 著書
- 『経済英語入門』（日本経済新聞社、日経文庫） 1992.12

## 翻訳
- 『日曜日のテーマ別経済学説読本』（J・W・マコーネル、日本経済新聞社） 1983.8
- 『クレムリン・コネクション ソ連が愛した米財界人たち』（ジョセフ・フィンダー、日本経済新聞社） 1985.5
- 『アメリカを見くだすな 日米経済の盛衰は逆転する』（ジョン・ラトレッジ, デボラ・アレン、日本経済新聞社） 1990.5
- 『サッチャー回顧録 ダウニング街の日々』上・下（マーガレット・サッチャー、日本経済新聞社） 1993.11、新版 1996
- 『サッチャー私の半生』上・下（マーガレット・サッチャー、日本経済新聞社） 1995.8
- 『グローバリズムという妄想』（ジョン・グレイ、日本経済新聞社） 1999.6
- 『自由と経済開発』（アマルティア・セン、日本経済新聞社） 2000.6
- 『アメリカは正気を取り戻せるか リベラルとラドコンの戦い』（ロバート・B・ライシュ、東洋経済新報社） 2004.11
- 『アイザイア・バーリン』（マイケル・イグナティエフ、藤田雄二共訳、みすず書房） 2004.6
- 『働くということ グローバル化と労働の新しい意味』（ロナルド・ドーア、中公新書） 2005.4
- 『ブレア回顧録』上・下（トニー・ブレア、日本経済新聞出版社） 2011.11
- 『チャーチル・ファクター たった一人で歴史と世界を変える力』（ボリス・ジョンソン、小林恭子共訳、プレジデント社） 2016.4